# Thomas Jefferson Building
Thomas Jefferson Building är en byggnad i området United States Capitol Complex i den amerikanska huvudstaden Washington, D.C. och är en av tre byggnader som utgör USA:s kongressbibliotek. Den ägs och underhålls av den federala myndigheten Architect of the Capitol. Byggnaden ritades av arkitekterna Paul J. Pelz, John L. Smithmeyer och Edward Pearce Casey och byggnaden stod färdig 1897 med namnet Library of Congress Building. Den 13 juni 1980 meddelades det att byggnaden skulle byta namn till Thomas Jefferson Building, en hyllning åt USA:s tredje president med samma namn.